# هيو موريس
هيو موريس (5 أكتوبر 1963 في المملكة المتحدة - ) (بالإنجليزية: Hugh Morris)‏ هو لاعب كريكت بريطاني وبريطاني. شارك مع منتخب إنجلترا للكريكت.

## وصلات خارجية
- هيو موريس على موقع إي آس بي آن كريك إنفو (الإنجليزية)